# Бенжамен Констан
Анрі́-Бенжаме́н Конста́н де Ребе́к, фр. Henri-Benjamin Constant de Rebecque (25 жовтня 1767, Лозанна, Швейцарія — 8 грудня 1830) — франкошвейцарський та французький письменник, публіцист, політичний діяч часів Французької революції, бонапартизму та Реставрації.

## Біографія
Бенжамен Констан народився в родині гугенотів. Отримав середню освіту в приватних вчителів. У 1782–1783 роках вивчав право в Університеті Ерлангена (Баварія), потім (до 1785 у Единбурзькому університеті (Шотландія). У травні 1785 року вперше прибув до Парижа. 8 травня 1789 року одружився з баронессою Мінною фон Грамм (1758—1825), придворною дамою графині Брауншвейзької.

### Констан та Жермена де Сталь
Знайомство Бенжамена Констана з письменницею Ж. де Сталь відбулося у вересні 1794 року в Женеві. Тоді після страти Людовика XVI вона разом з батьком (Жаком Неккером) вирушила у вигнання до Швейцарії й оселилася на березі Женевського озера у замку Коппе, де чекала кінця епохи Терору. Констан став фактичним чоловіком де Сталь; у червні 1797 р. у них народилася дочка Альбертіна. У травні 1795 року, після Термідора вони разом повернулися до Парижа, де Констан прийняв французьке громадянство. Спільне життя Констана та де Сталь тривало до грудня 1807 року.

### Політична діяльність
З 1796 року Констан активно підтримував Директорію. В 1799–1802 роках був членом Законодавчого трибуналу, а з жовтня 1803 по грудень 1804 року перебував в еміграції. В ході «Ста днів» розробляв доповнення до конституції Наполеона I. У березні 1819 року був обраний у палату депутатів. 1830 року Констан підтримав повернення монархії та Луї Філіпа.

## Літературна творчість
Бенжамен Констан був одним з чільних представників французького романтизму. Свій перший літературний твір, героїчну епопею «Лицарі», він написав у дванадцятирічному віці. З 1803 року вів щоденник. Зробив обробку п'єси Шиллера «Валленштейн».
Та світову славу письменникові приніс автобіографічний роман «Адольф», (написаний 1806 року в Женеві, опублікований 1816 року в Лондоні). Головною темою роману «Адольф» є деградація любовних стосунків головного героя до його коханої Елеонори. Адольф виявиляється не здатним ні любити її, ні покинути. Його нерішучість та певний садизм у ставленні до неї неминуче призводить до краху. Роман мав великий розголос у Франції та її межами й донині вважається одним з найвидатніших здобутків французької літератури XIX століття.
Автобіографічний характер мають також два інші прозові твори письменника, опубліковані лише в ХХ столітті. Це повісті «Червоний зошит» (оригінальна назва — «Моє життя», 1807, опубл. 1907 року) та «Сесіль» (близько 1810, опубліковано 1951 року). В повісті «Сесіль» Констан описав історію своїх взаємин з другою дружиною, Шарлоттою фон Гарденберг.
У кінці минулого століття було виявлено рукопис ще одного твору, написаного Констаном в 1786–1787 роках спільно з його коханою, Ізабель де Шарьєр де Зейлен — епістолярного роману «Листи Д'Арсіє-сина до Софі Дюрфе»..

## Твори
- De la force du gouvernement actuel de la France et de la nécessité de s'y rallier (1796)
- Des réactions politiques (1797)
- Des effets de la Terreur (1797)
- Des suites de la contrerévolution de 1660 en Angleterre (1798)
- Amélie et Germaine (1803)
- Wallstein, 1809
- Fragments d'une ouvrage abandonné sur la possibilité d'une constitution républicaine dans un grand pays (1803—1810)
- De l'esprit de conquête et l'usurpation (1814), памфлет проти Наполеона
- Réflexions sur les Constitutions, la distribution des pouvoirs et les garanties dans une monarchie constitutionnelle, 1814
- Principes de politique applicables à tous les gouvernements représentatifs…, 1815)
- De la doctrine politique qui peut réunir les partis en France, 1816
- Адольф (роман), 1816
- Mémoires sur les Cent-Jours, 1820–1822
- De la réligion considérée dans sa source… (1824–1831), п'ятитомна історія давніх релігій.
- Mélanges de littérature et de politique, 1829
- Le Cahier rouge, 1907
- Cécile, 1951